# Sét hòn
Sét hòn là một hiện tượng điện trong khí quyển chưa được giải thích. Thuật ngữ này đề cập tới những vật thể sáng chói, thường có hình cầu có kích thước từ cỡ hạt đậu đến vài mét đường kính. Nó thường gắn với những cơn giông, nhưng kéo dài lâu hơn đáng kể so với ánh sáng chớp nhoáng của tia sét. Nhiều báo cáo trong quá khứ nói rằng sét hòn sẽ nổ trước khi biến mất, đôi khi gây ra tử vong, để lại trong không khí mùi của khí sulfur.

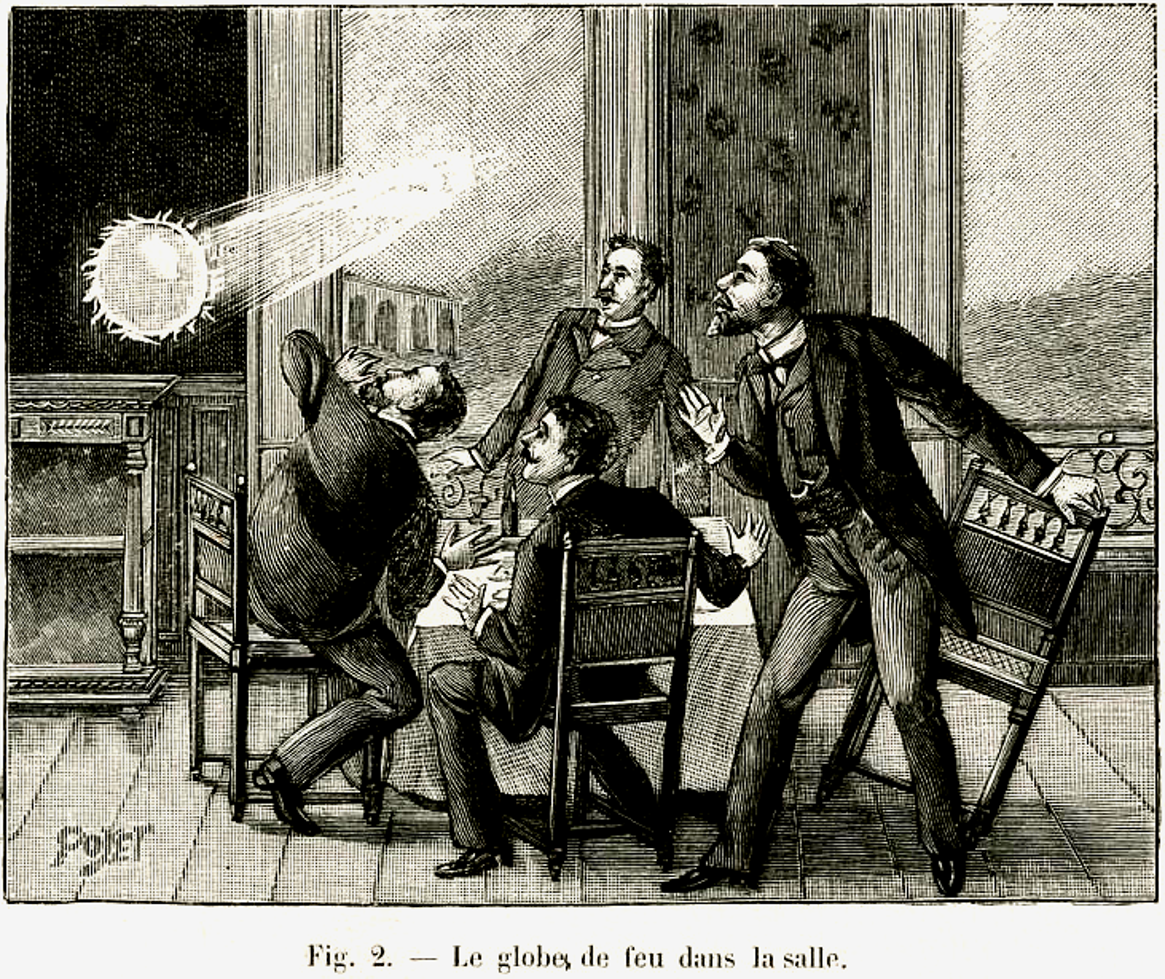
Bức tranh thế kỷ 19 miêu tả một hiện tượng sét hòn

Các thí nghiệm đã tạo ra được những hiệu ứng tương tự với những báo cáo về sét hòn, nhưng hiện tại người ta vẫn không biết liệu những hiện tượng này có thật sự liên hệ với bất kì hiện tượng tự nhiên nào xảy ra hay không. Các dữ liệu khoa học về sét hòn rất ít ỏi vì tính thất thường và không dự báo trước được của nó. Những chứng cứ về nó hiện nay chỉ là những chứng kiến của dân thường và do đó đã tạo ra những quan điểm không thống nhất. Do những mâu thuẫn và thiếu dữ liệu tin cậy, bản chất của sét hòn cho tới nay vẫn chưa được khám phá.